# Cantone di Azé
Il Cantone di Azé è una divisione amministrativa dell'Arrondissement di Château-Gontier.
È stato costituito a seguito della riforma approvata con decreto del 21 febbraio 2014, che ha avuto attuazione dopo le elezioni dipartimentali del 2015.

## Composizione
Comprende i 19 comuni di:
- Argenton-Notre-Dame
- Azé
- Bierné
- Châtelain
- Chemazé
- Coudray
- Daon
- Fromentières
- Gennes-sur-Glaize
- Houssay
- Loigné-sur-Mayenne
- Longuefuye
- Ménil
- Origné
- Saint-Denis-d'Anjou
- Saint-Fort
- Saint-Laurent-des-Mortiers
- Saint-Michel-de-Feins
- Saint-Sulpice